# Monte Pelio
Il monte Pelio (in greco Πήλιο?, in greco antico: Πήλιον?) è una montagna nel sud est della Tessaglia, nella Grecia centrale, che forma una penisola a uncino tra il Golfo Pagaseo e il Mare Egeo.
Nella mitologia greca il monte Pelio (che prende il nome dal mitico padre di Achille, Peleo) era la terra di origine di Chirone il centauro, tutore di molti antichi eroi greci, come Giasone, Achille, Teseo e Eracle. Quando i giganti Oto e Efialte tentarono di dare l'assalto all'Olimpo, presero il monte Pelio, sovrapponendolo al monte Ossa. I nomi di questi due monti divennero proverbiali nelle allusioni per qualche enorme, ma infruttuoso tentativo.
Inoltre, il monte Pelio è, sempre secondo la mitologia greca, come ricordano anche il Monti nella lirica Al signor di Montgolfier e Catullo nel Carme LXIV, il luogo dal quale Giasone avrebbe tratto il legname di abete necessario alla costruzione della prima imbarcazione degli argonauti.
Attualmente il monte è interamente ricoperto di foreste ed è un'attrazione turistica: il monte ha percorsi e camminamenti. È parte della prefettura di Magnesia e comprende 24 villaggi, tra i quali quello costiero di Ntamoucharī.

## Influenza culturale
Al Pelio è stato intitolato il Pelion Chasma su Mimante.